# Josh Boone (réalisateur)
Pour les articles homonymes, voir Josh Boone et Boone.
Josh Boone, né le 5 avril 1979  à Virginia Beach, Virginie (États-Unis) est un réalisateur et scénariste américain.

## Biographie
Originaire de Virginia Beach en Virginie, il grandit en réalisant des films au caméscope avec des amis. C’est à travers l’importante collection de cassettes vidéo Beta de son père qu’il découvre le cinéma, si bien qu'à 12 ans il connait déjà par cœur les classiques Il était une fois en Amérique de Sergio Leone, Vol au-dessus d'un nid de coucou de Milos Forman, Le Parrain de Francis Ford Coppola ou encore Casablanca de Michael Curtiz. Au lycée, Josh Boone passe ses étés à étudier le cinéma à la North Carolina School for the Arts. Il s’installe à Los Angeles en 2002 où il travaille en tant qu’assistant de production sur de nombreux films.
Pendant des années, il écrit des films dans l’espoir de les mettre en scène tout en travaillant dans un magasin de disques. Il écrit entre autres le film autobiographique L'Amour malgré tout (Stuck in Love) sur une famille en conflit. Josh Boone met alors toute son âme dans ce scénario qu’il qualifie lui-même de « fourre- tout » et retient ainsi l’attention de la productrice Judy Cairo, qu’il avait contactée en raison de sa contribution à Crazy Heart de Scott Cooper. En 2014, il réalise Nos étoiles contraires, d'après le roman de John Green. Il s'attelle ensuite à l’adaptation du roman de Stephen King Le Fléau.
En mai 2015, 20th Century Fox annonce avoir choisi Josh Boone pour réaliser et écrire le scénario de Les Nouveaux Mutants, film spin-off de la saga X-Men sur les Nouveaux Mutants. Le film connaitra une production très complexe avant sa sortie en 2020.
Il réalise ensuite Regretting You, adaptation du roman du même nom de Colleen Hoover. La sortie est prévue en 2025.

## Filmographie
Sauf indication contraire, les informations mentionnées dans cette section peuvent être confirmées par la base de données cinématographiques IMDb,  présente dans la section « Liens externes ».

### Réalisateur

#### Cinéma
- 2013 : L'Amour malgré tout (Stuck in Love)
- 2014 : Nos étoiles contraires (The Fault in Our Stars)
- 2020 : Les Nouveaux Mutants (The New Mutants)
- 2025 : Regretting You

#### Télévision
- 2020-2021 : The Stand (série TV) - 2 épisodes

#### Clip
- 2024 : Bells and Whistles de Bright Eyes

### Scénariste
- 2013 : L'Amour malgré tout (Stuck in Love) de lui-même
- 2016 : All We Had (en) de Katie Holmes
- 2018 : Pretenders (The Pretenders) de James Franco
- 2020 : Les Nouveaux Mutants (The New Mutants) de lui-même
- 2022 : Press Play de Greg Björkman

### Producteur / producteur délégué
- 2016 : All We Had (en) de Katie Holmes
- 2016 : Cardboard Boxer de Knate Lee
- 2017 : Horseshoe Theory (court métrage) de Jonathan Daniel Brown
- 2019 : The Cat and the Moon d'Alex Wolff
- 2020-2021 : The Stand (série TV) - 9 épisodes
- 2022 : Press Play de Greg Björkman